# Newton-in-Bowland
Newton-in-Bowland est un village et une paroisse civile du Lancashire, en Angleterre.